# Seznam vrcholů v Křivoklátské vrchovině

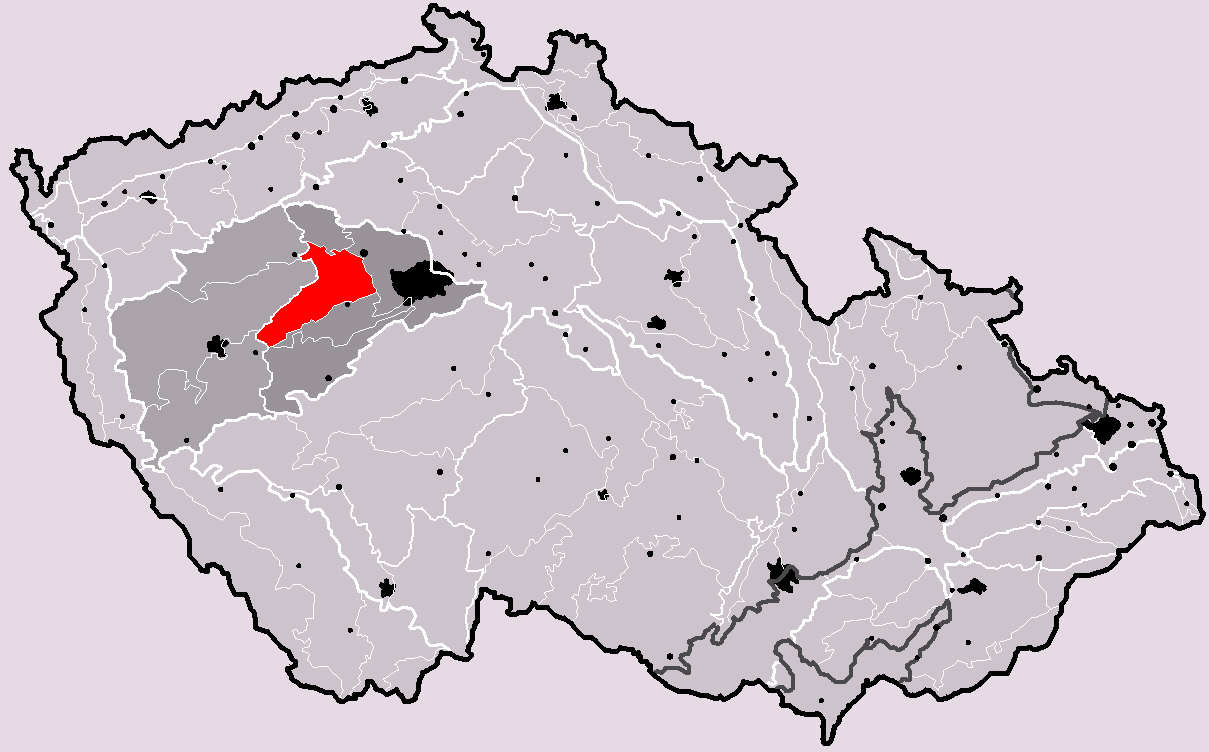
Křivoklátská vrchovina na mapě České republiky

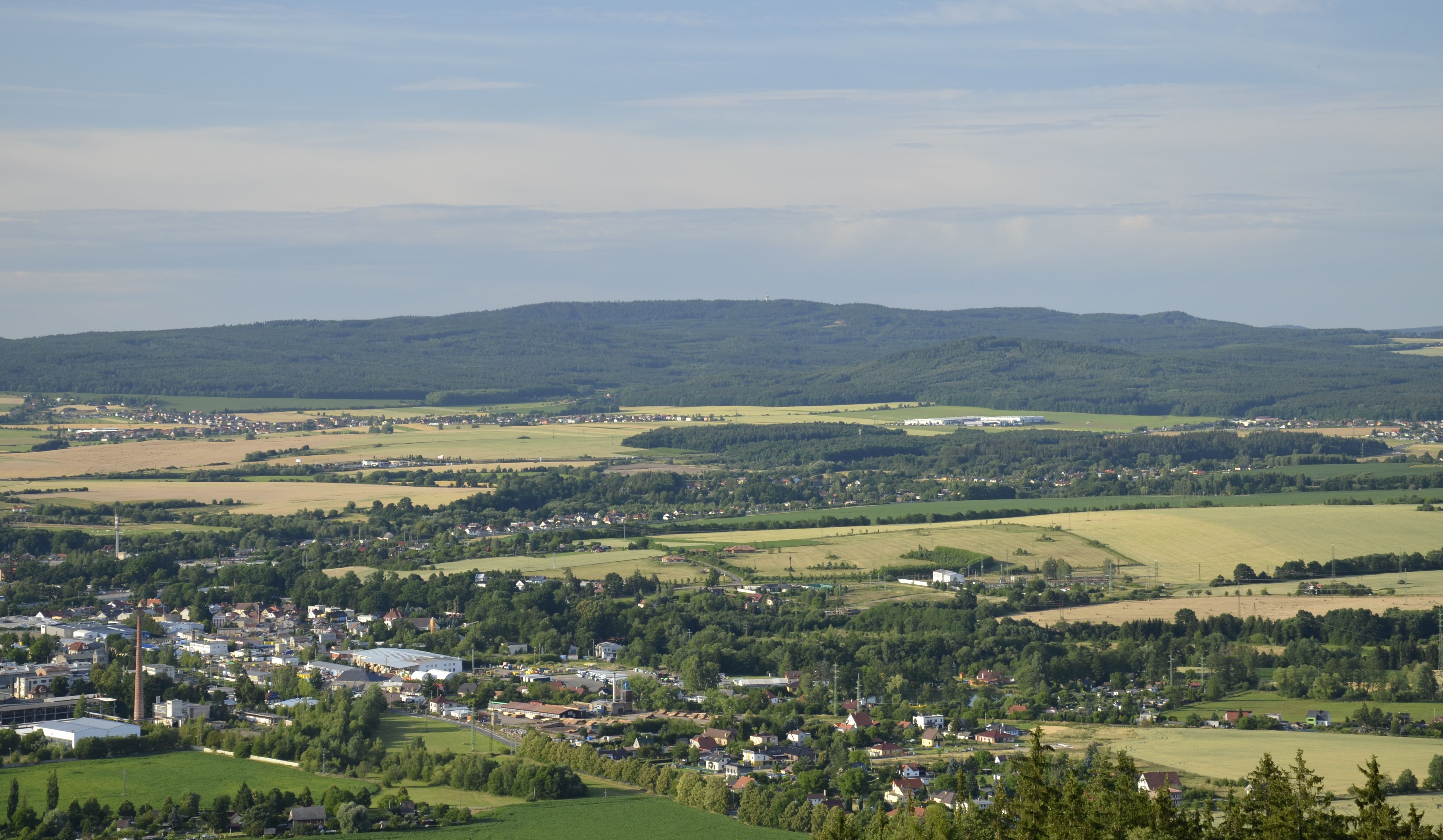
Radeč (723 m)

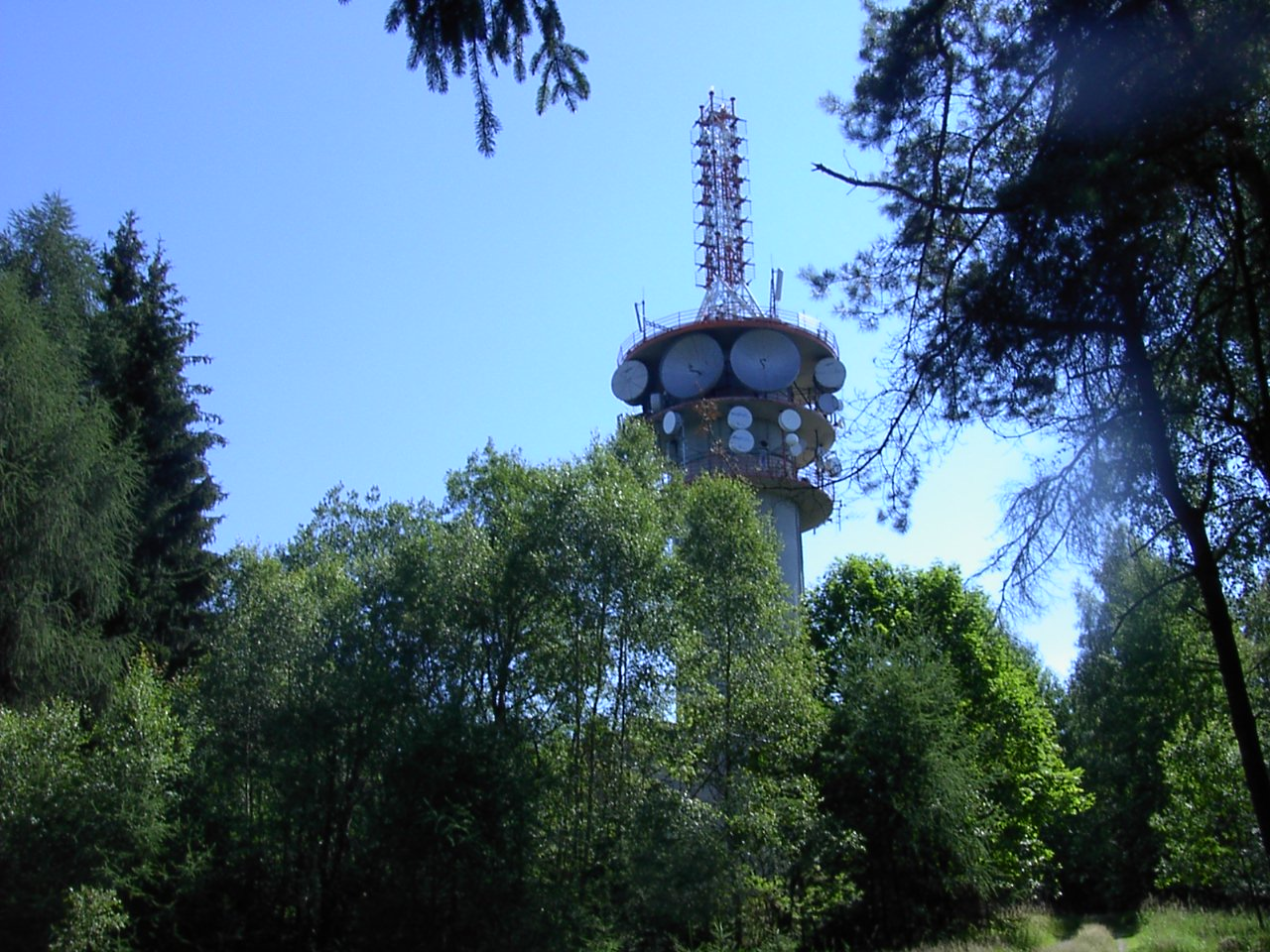
Brno (718 m)

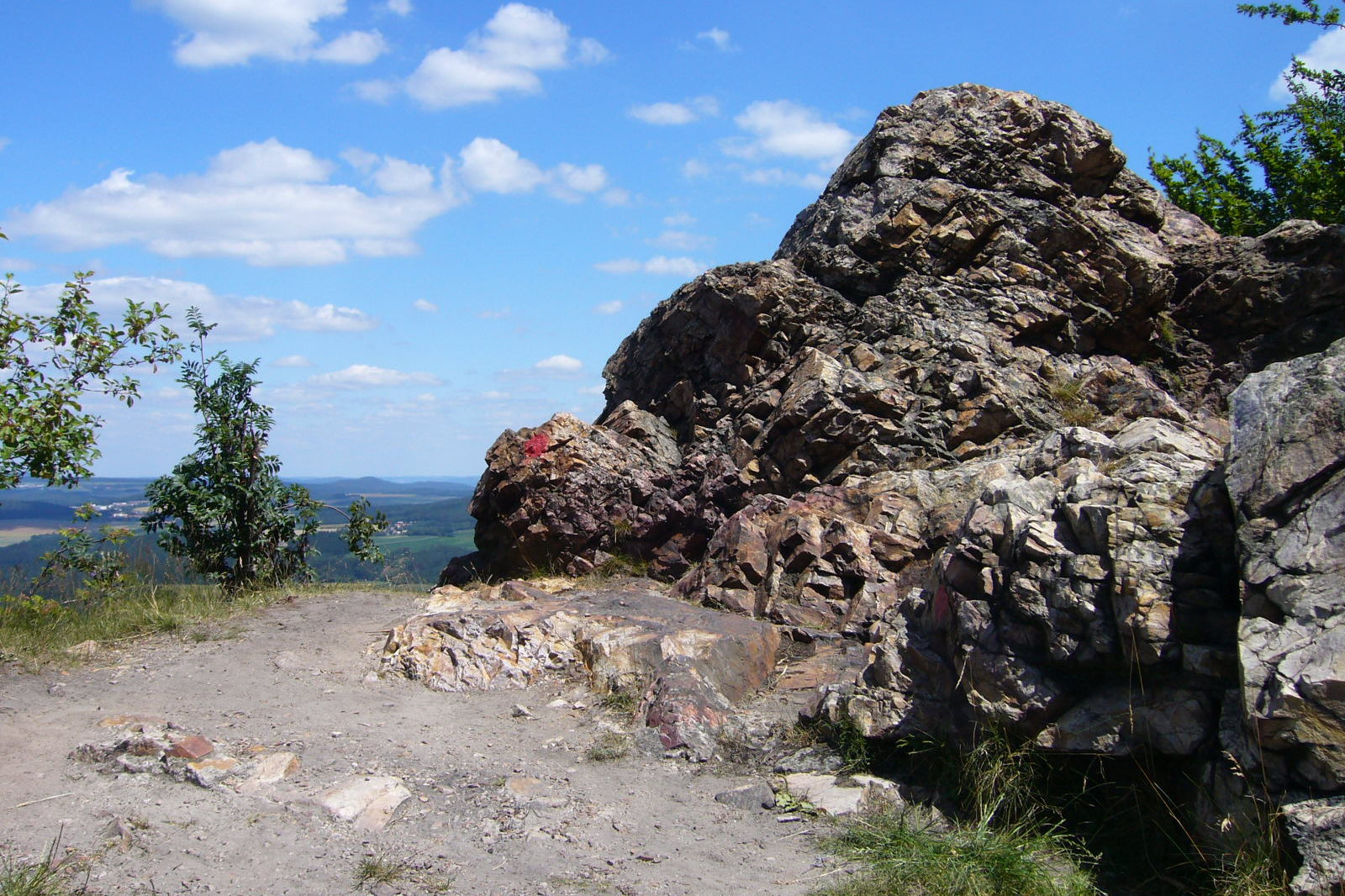
Hrad (680 m)

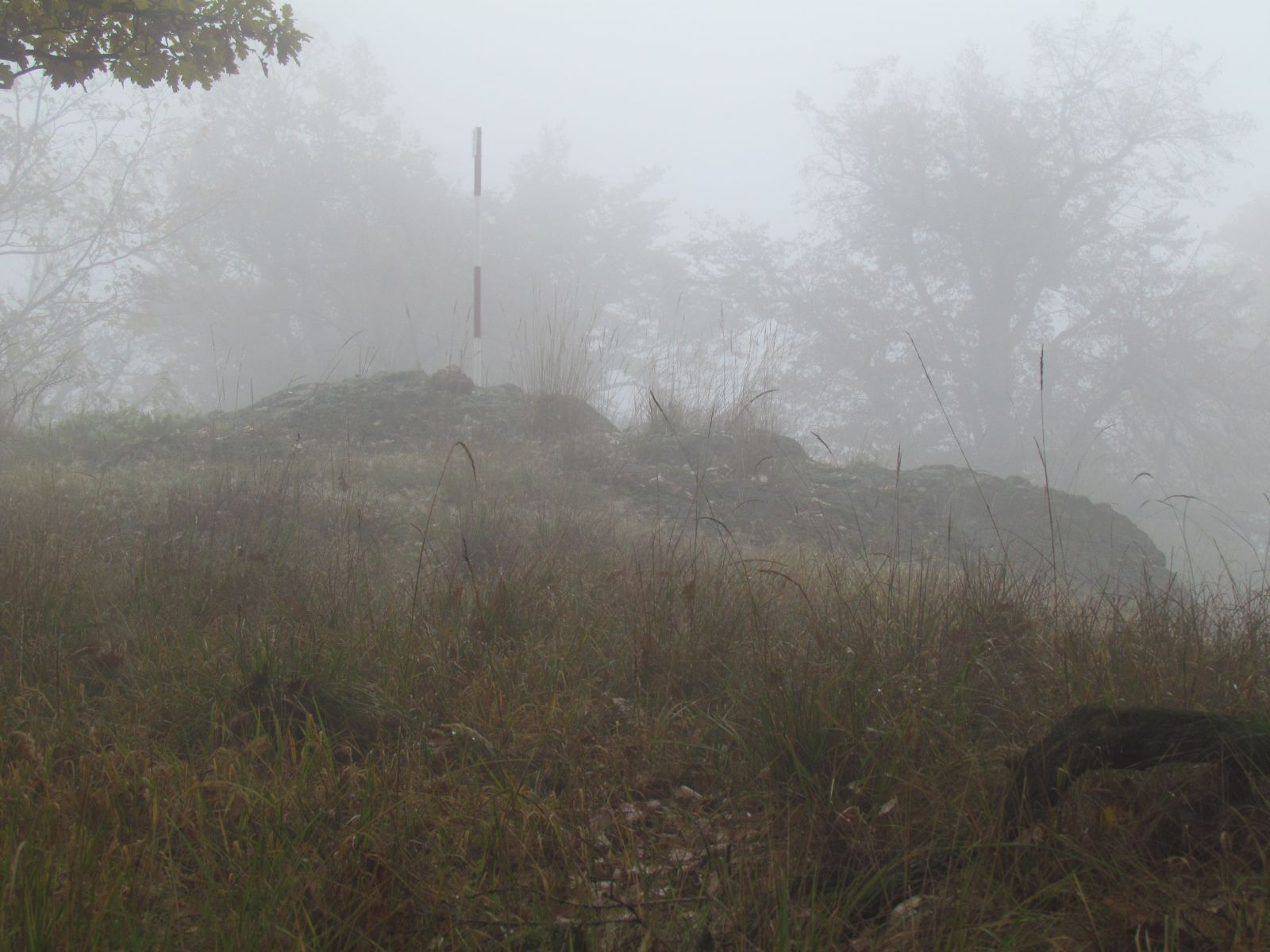
Vlastec (612 m)

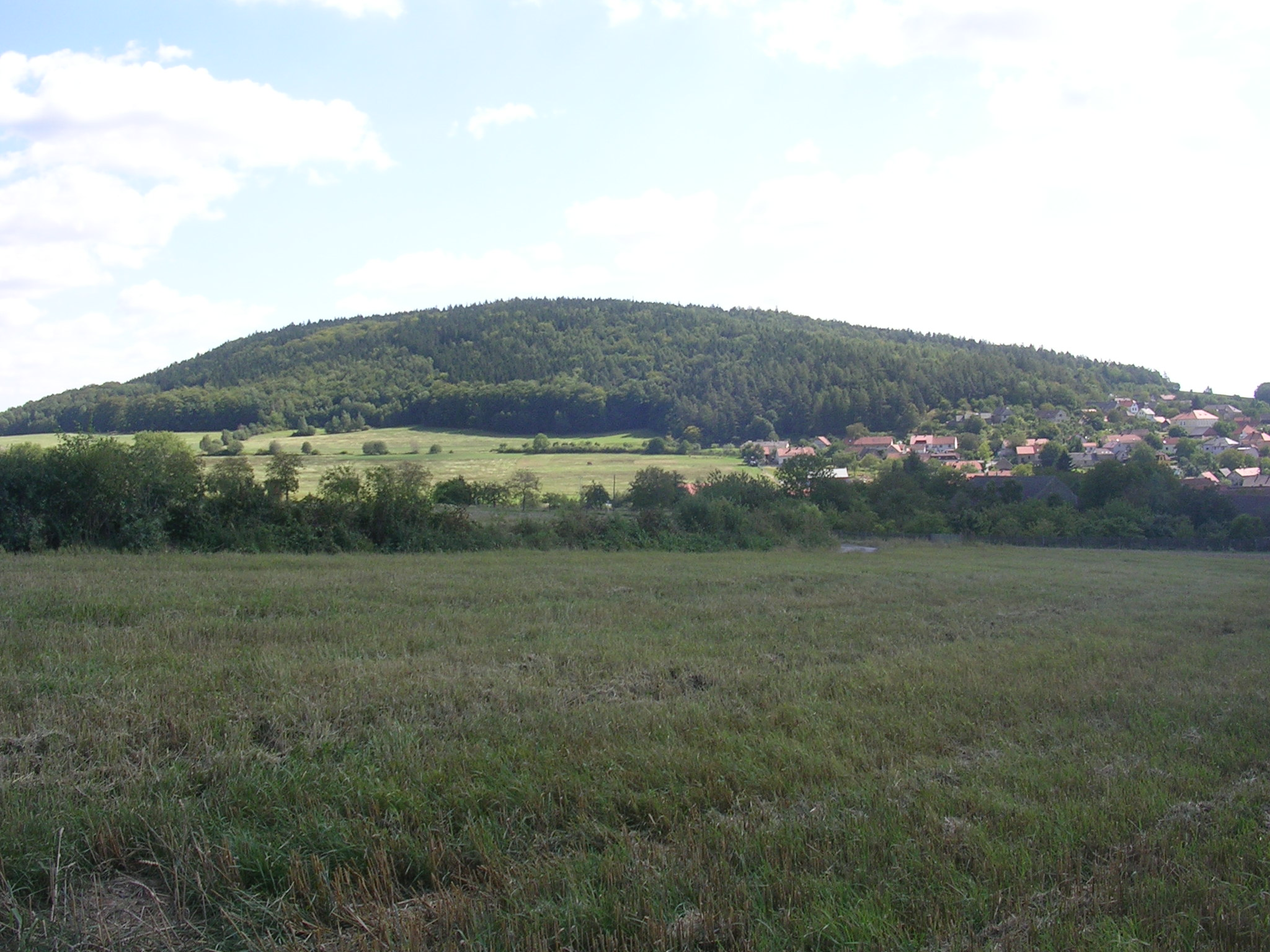
Velíz (595 m)

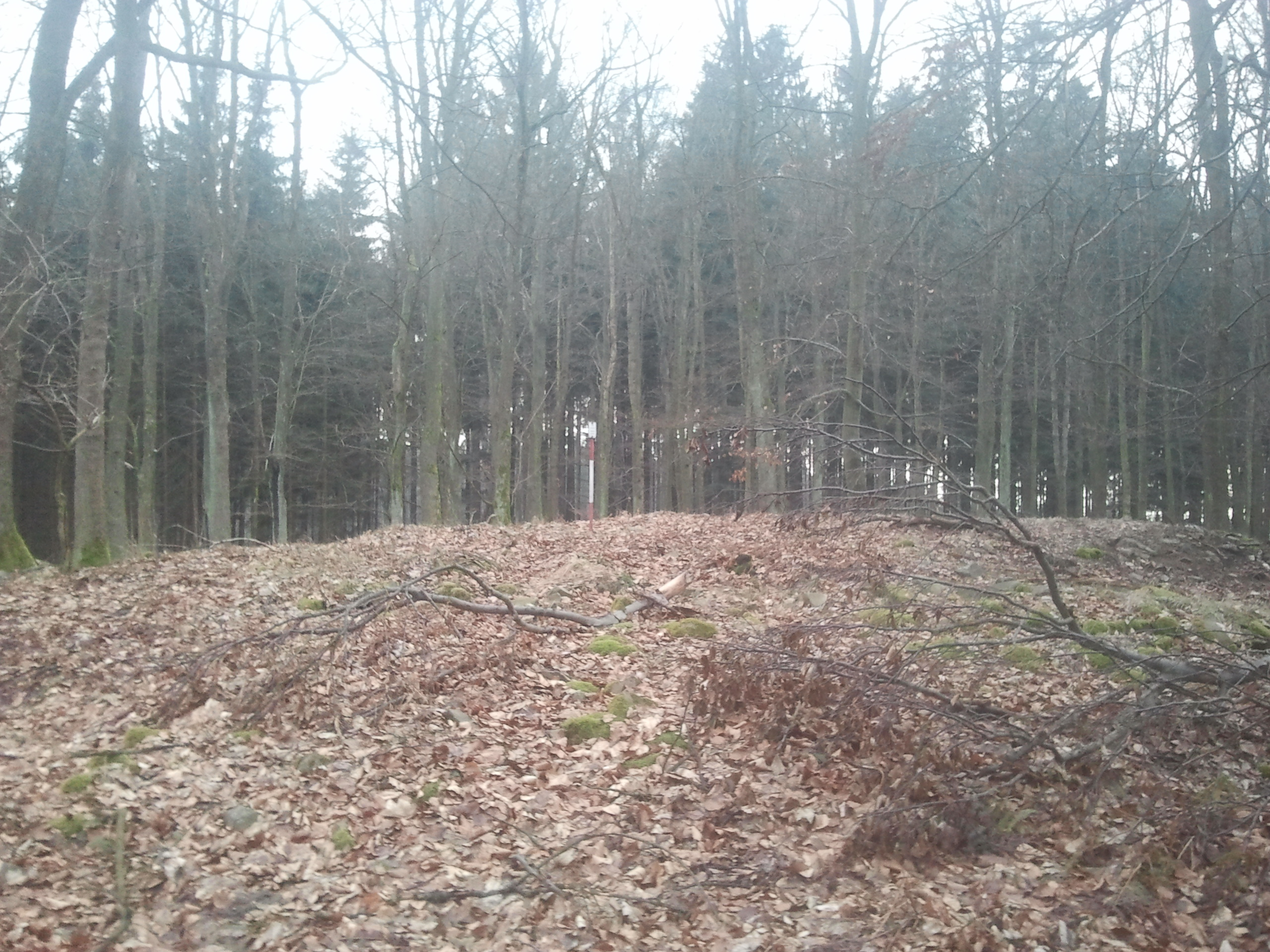
Sirská hora (592 m)

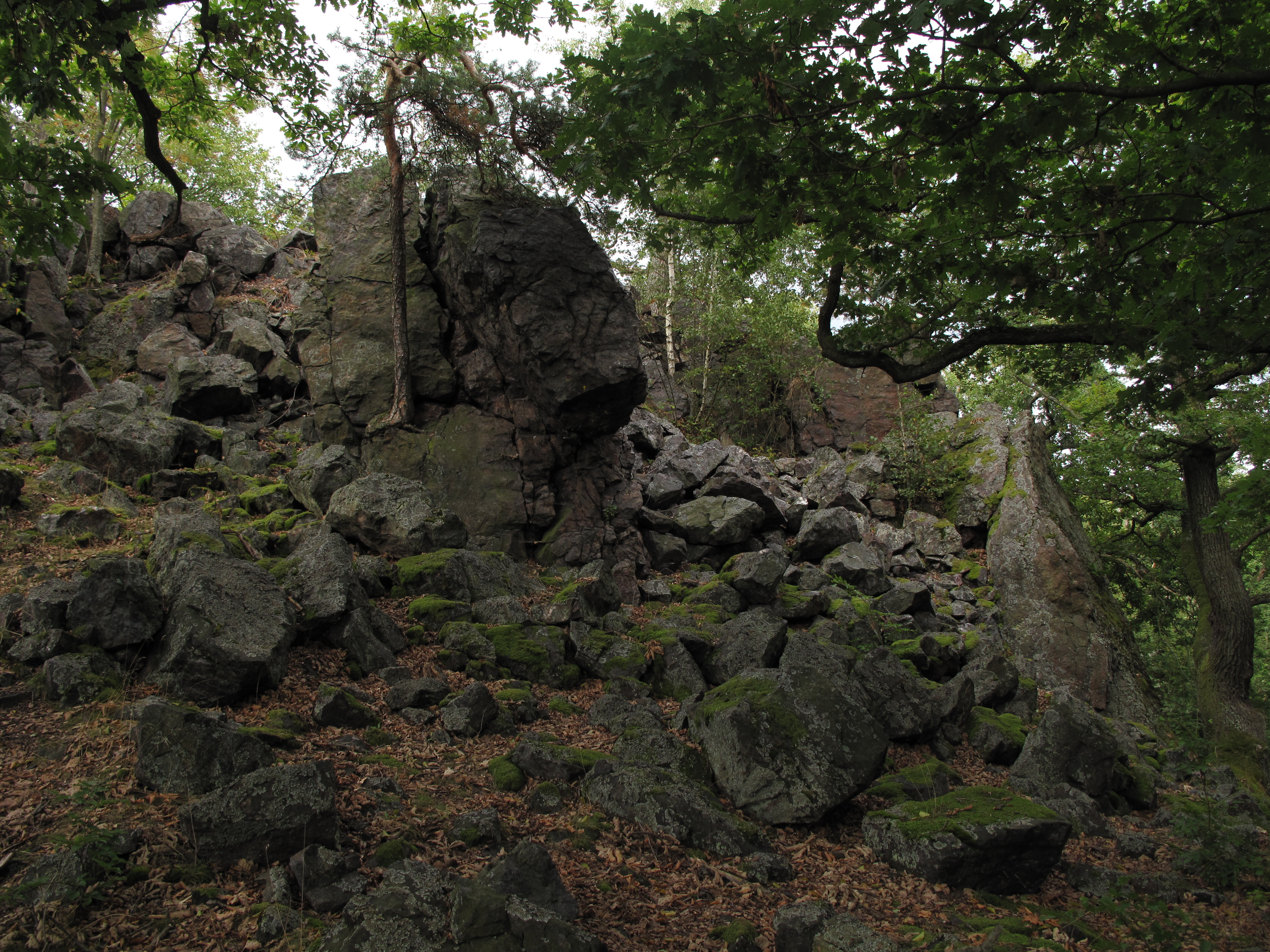
Juglovka (563 m)

Seznam vrcholů v Křivoklátské vrchovině obsahuje pojmenované křivoklátské vrcholy s nadmořskou výškou nad 550 m a dále všechny vrcholy s prominencí (relativní výškou) nad 100 m. Seznam je založen na údajích dostupných na stránkách Mapy.cz a ze základních map ČR. Jako hranice pohoří byla uvažována hranice stejnojmenného geomorfologického celku.

## Seznam vrcholů podle výšky
Seznam vrcholů podle výšky obsahuje všechny pojmenované vrcholy s nadmořskou výškou nad 550 m. Celkem jich je 30, z toho 2 s výškou nad 700 m a 9 s výškou nad 600 m. Nejvyšší z nich se nacházejí v okrsku Radečská vrchovina. Nejvyšší horou je Radeč s nadmořskou výškou 723 m.
| #   | Vrchol         | Výška m n. m. | Souřadnice                       | Okrsek              | Přístup                                            |
| --- | -------------- | ------------- | -------------------------------- | ------------------- | -------------------------------------------------- |
| 1.  | Radeč          | 723           | 49°49′22″ s. š., 13°40′15″ v. d. | Radečská vrchovina  | zelená turistická značka                           |
| 2.  | Brno           | 718           | 49°49′22″ s. š., 13°40′14″ v. d. | Radečská vrchovina  | zelená turistická značka                           |
| 3.  | Hrad           | 680           | 49°49′27″ s. š., 13°41′16″ v. d. | Radečská vrchovina  | červená turistická značka                          |
| 4.  | Čihátko        | 654           | 49°49′15″ s. š., 13°41′40″ v. d. | Radečská vrchovina  | neznačeno                                          |
| 5.  | Rumpál         | 639           | 49°48′37″ s. š., 13°38′22″ v. d. | Radečská vrchovina  | neznačeno                                          |
| 6.  | Hradiště       | 619           | 49°48′40″ s. š., 13°37′07″ v. d. | Radečská vrchovina  | červená turistická značka                          |
| 7.  | Těchovín       | 617           | 49°55′02″ s. š., 13°47′41″ v. d. | Vlastecká vrchovina | neznačeno                                          |
| 8.  | Vlastec        | 612           | 49°55′58″ s. š., 13°48′12″ v. d. | Vlastecká vrchovina | neznačeno                                          |
| 9.  | Krušná hora    | 609           | 49°57′48″ s. š., 13°55′48″ v. d. | Hudlická vrchovina  | modrá turistická značka · naučná turistická značka |
| 10. | Bechlov        | 599           | 49°51′15″ s. š., 13°41′02″ v. d. | Radečská vrchovina  | neznačeno                                          |
| 11. | Kohoutov       | 596           | 49°54′30″ s. š., 13°46′14″ v. d. | Vlastecká vrchovina | neznačeno                                          |
| 12. | Velíz          | 595           | 49°56′46″ s. š., 13°53′15″ v. d. | Hudlická vrchovina  | žlutá turistická značka                            |
| 13. | Sirská hora    | 593           | 49°48′53″ s. š., 13°43′42″ v. d. | Radečská vrchovina  | neznačeno                                          |
| 14. | Černá skála    | 588           | 49°54′04″ s. š., 13°48′19″ v. d. | Hudlická vrchovina  | neznačeno                                          |
| 15. | Radost         | 584           | 49°54′59″ s. š., 13°46′06″ v. d. | Vlastecká vrchovina | neznačeno                                          |
| 16. | Čertova skála  | 583           | 49°53′47″ s. š., 13°49′10″ v. d. | Hudlická vrchovina  | neznačeno                                          |
| 17. | Dlouhá skála   | 580           | 49°53′28″ s. š., 13°49′00″ v. d. | Hudlická vrchovina  | neznačeno                                          |
| 18. | Týčský vrch    | 580           | 49°54′36″ s. š., 13°47′06″ v. d. | Vlastecká vrchovina | neznačeno                                          |
| 19. | U Rožnova lomu | 579           | 49°47′54″ s. š., 13°36′19″ v. d. | Radečská vrchovina  | neznačeno                                          |
| 20. | Čihadlo        | 579           | 49°49′02″ s. š., 13°38′00″ v. d. | Radečská vrchovina  | neznačeno                                          |
| 21. | Velký vrch     | 579           | 49°56′06″ s. š., 13°46′57″ v. d. | Vlastecká vrchovina | neznačeno                                          |
| 22. | Na Solích      | 578           | 49°50′44″ s. š., 13°39′57″ v. d. | Radečská vrchovina  | neznačeno                                          |
| 23. | Bukov          | 572           | 49°50′28″ s. š., 13°45′13″ v. d. | Hudlická vrchovina  | neznačeno                                          |
| 24. | Holý vrch      | 572           | 49°52′39″ s. š., 13°50′17″ v. d. | Hudlická vrchovina  | neznačeno                                          |
| 25. | Čertova skála  | 566           | 49°51′42″ s. š., 13°44′44″ v. d. | Hudlická vrchovina  | červená turistická značka                          |
| 26. | Malý Vlastec   | 566           | 49°56′14″ s. š., 13°48′10″ v. d. | Vlastecká vrchovina | neznačeno                                          |
| 27. | Jouglovka      | 563           | 49°55′54″ s. š., 13°50′22″ v. d. | Hudlická vrchovina  | neznačeno                                          |
| 28. | Chlum          | 561           | 49°46′54″ s. š., 13°39′08″ v. d. | Radečská vrchovina  | zelená turistická značka                           |
| 29. | Světovina      | 560           | 49°52′06″ s. š., 13°44′32″ v. d. | Hudlická vrchovina  | zelená turistická značka                           |
| 30. | Na Prkénce     | 552           | 49°50′05″ s. š., 13°40′37″ v. d. | Radečská vrchovina  | neznačeno                                          |

## Seznam vrcholů podle prominence
Seznam vrcholů podle prominence obsahuje všechny křivoklátské vrcholy s prominencí (relativní výškou) nad 100 m bez ohledu na nadmořskou výšku. Celkem jich je 8. Nejprominentnějším vrcholem je Radeč (265 m), která je zároveň vrcholem nejvyšším.
| #  | Vrchol       | Výška m n. m. | Promi- nence | Izolace (km)       | Souřadnice                       | Přístup                                            |
| -- | ------------ | ------------- | ------------ | ------------------ | -------------------------------- | -------------------------------------------------- |
| 1. | Radeč        | 723           | 265          | 15,4 → Kamenná     | 49°49′22″ s. š., 13°40′15″ v. d. | zelená turistická značka                           |
| 2. | Krušná hora  | 609           | 177          | 09,6 → Vlastec     | 49°57′48″ s. š., 13°55′48″ v. d. | modrá turistická značka · naučná turistická značka |
| 3. | Těchovín     | 617           | 175          | 12,7 → Hrad        | 49°55′02″ s. š., 13°47′41″ v. d. | neznačeno                                          |
| 4. | Děd          | 493           | 130          | 05,6 → Krušná hora | 49°58′03″ s. š., 14°02′03″ v. d. | modrá turistická značka · zelená turistická značka |
| 5. | Vysoký Tok   | 546           | 127          | 06,4 → Jouglovka   | 49°59′34″ s. š., 13°50′58″ v. d. | neznačeno                                          |
| 6. | Špička       | 531           | 112          | 02,2 → Vysoký Tok  | 49°58′30″ s. š., 13°51′49″ v. d. | neznačeno                                          |
| 7. | Zámecký vrch | 452           | 104          | 01,5 → Chruč       | 49°53′54″ s. š., 13°54′21″ v. d. | žlutá turistická značka                            |
| 8. | Lípa         | 504           | 101          | 01,6 → Sirská hora | 49°56′07″ s. š., 13°44′11″ v. d. | neznačeno                                          |